# Pomperipossa in Monismanien

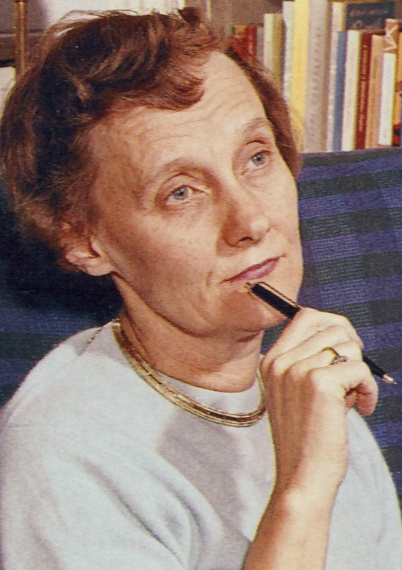
Astrid Lindgren, die das Steuermärchen Pomperipossa in Monismanien im Jahr 1976 schrieb.

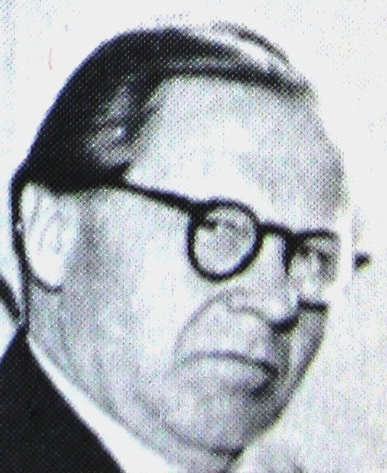
Gunnar Sträng, dessen Politik durch die Geschichte kritisiert wird.

Pomperipossa in Monismanien ist eine satirische Geschichte der schwedischen Schriftstellerin Astrid Lindgren, die am 10. März 1976 in der schwedischen Tageszeitung Expressen veröffentlicht wurde. 

## Einflüsse auf die Geschichte
Die Zauberin Pomperipossa war ursprünglich die Hauptperson in der schwedischen Geschichte Sagan om Pomperipossa med den långa näsan (Geschichte von Pomperipossa mit der langen Nase). Pomperipossa war sehr reich und lebte in einem aus Würsten und Schinken bestehenden Haus im Wald. Die Geschichte wurde 1895 von Axel Wallengren geschrieben.
Das Land Monismanien wurde 1975 in Kenne Fants Film Monismanien 1995 beschrieben. Der Film handelt von einer fiktiven, totalitären Gesellschaft, die von einer einzigen Partei kontrolliert wird.

## Entstehungsgeschichte und Auswirkungen
Lindgren schrieb das Märchen, als sie bemerkte, dass sie 102 Prozent Steuern zahlte.
In einer Allegorie wird die Geschichte von Pomperipossa erzählt, die in einem weit entfernten Königreich Bücher für Kinder schreibt. Obwohl sie hart arbeitet, erhält sie nur 5.000 schwedische Kronen (ungefähr 475 Euro) pro Jahr, um davon zu leben. Außerdem erzählt Lindgren, dass man die Steuern senken kann, indem man Häuser kauft und dafür Schulden aufnimmt. Es war eine Anspielung auf den damaligen schwedischen Finanzminister Gunnar Sträng, der dieses gerade getan hatte. Durch den Häuserkauf musste er 1976 nur wenig Steuern zahlen, obwohl er ein hohes Einkommen hatte. Als Gunnar Sträng Lindgrens Text las, meinte er, dass sie wohl Märchen erzählen, aber nicht rechnen könne. Jedoch würde das auch niemand von Astrid Lindgren erwarten. In einem Radiointerview konterte Lindgren „...aber das erwarte ich von Gunnar Sträng, dass er das kann. Wenn jemand etwas Falsches erzählt hat, dann ist es das Finanzamt, von dem ich die Zahlen habe. Sträng kann Märchen erzählen, rechnen kann er anscheinend nicht. Wir sollten den Job tauschen, er und ich.“
Lindgrens Geschichte führte zu einer Debatte über einen zu hohen Grenzsteuersatz und trug dazu bei, dass die Sozialdemokraten die Wahl zum Schwedischen Reichstag im Jahr 1976 verloren, zum ersten Mal seit 40 Jahren an der Macht.
Trotzdem blieb Lindgren ein Leben lang den Sozialdemokraten treu, was aus einem Brief vom September 1995 an Ingvar Carlsson hervorgeht. 
Die hohen Grenzsteuersätze waren das Ergebnis der Haga-Beratungen zwischen den Sozialdemokraten, der Volkspartei und der Zentrumspartei am 4. März 1975. Dort wurde die Einkommensteuer gesenkt. Dies geschah durch Aufhebung der 7,5-fachen Obergrenze für die Selbstversicherung in der Sozialversicherung. Am Tag nach Lindgrens Tod, dem 29. Januar 2002, gab der damalige Premierminister Göran Persson zu, dass Astrid Lindgren wahrscheinlich Recht mit ihrer Kritik in ihrem Märchen Pomperipossa hatte.

## Veröffentlichung
Am 10. März 1976 wurde die Geschichte erstmals in der schwedischen Zeitung Expressen veröffentlicht. 
In Deutschland erschien sie 1977 in gedruckter Form im Oetinger Almanach. Gebt uns Bücher, gebt uns Flügel. 15. Jahrgang 1977. Übersetzt wurde die Geschichte von Anna-Liese Kornitzky, die bereits viele andere Werke von Astrid Lindgren ins Deutsche übersetzt hatte.